# Michał (Gogow)
Michał (właśc. Metodij Gogow, ur. 20 marca 1912 w Nowim Sele k. Sztipu, zm. 6 lipca 1999 w Skopju) – macedoński arcybiskup prawosławny, metropolita archidiecezji ochrydzkiej.

## Życiorys
W 1927 rozpoczął naukę w seminarium duchownym w Bitoli. W 1936 ukończył z wyróżnieniem studia na Wydziale Teologicznym Uniwersytetu w Belgradzie. Przewodniczył obradom zgromadzenia 300 księży prawosławnych, którzy zebrali się w 1945, aby domagać się niezależności macedońskiego Kościoła prawosławnego. Dwukrotnie aresztowany za swoją działalność, wyszedł na wolność w 1953. Do 1966 prowadził działalność duszpasterską w Skopju, a następnie wyjechał do Australii, gdzie w Melbourne zakładał pierwszą na tamtym terenie parafię macedońską.
W 1967 był jednym z inicjatorów ogłoszenia autokefalii przez Macedoński Kościół Prawosławny, której nie uznały inne kanoniczne wspólnoty prawosławne. W roku 1970 objął stanowisko rektora Macedońskiej Akademii Teologicznej. W 1985 zmarła jego żona Błagorodna, a on sam w 1988 został wyświęcony na biskupa Wardaru. Po ogłoszeniu niepodległości przez Macedonię, 4 grudnia 1993 stanął na czele archidiecezji ochrydzkiej.
Zmarł w 1999, spoczywa w klasztorze św. Nauma we wsi Radiszani k. Skopja.